# Lista över fornlämningar i Falköpings kommun (Slöta)
Lista över fornlämningar i Falköpings kommun (Slöta) är en förteckning av ett urval av de fornlämningar som finns i Slöta i Falköpings kommun.
| Namn                                | Lämningstyp    | Tillkomsttid | Historisk indelning  | Plats | Läge                 | ID-nr          | Bild                                      |
| ----------------------------------- | -------------- | ------------ | -------------------- | ----- | -------------------- | -------------- | ----------------------------------------- |
| Slöta 3:1                           | Stenkammargrav |              | Slöta, Västergötland |       | 58.092632, 13.603781 | 10203200030001 | Ladda upp en bild av detta fornminne      |
| Slöta 4:1                           | Stensättning   |              | Slöta, Västergötland |       | 58.089905, 13.621382 | 10203200040001 | Ladda upp en bild av detta fornminne      |
| Steglerör (Slöta 5:1)               | Stensättning   |              | Slöta, Västergötland |       | 58.091251, 13.624199 | 10203200050001 | Ladda upp en bild av detta fornminne      |
| Slöta 7:1                           | Hällristning   |              | Slöta, Västergötland |       | 58.107946, 13.646712 | 10203200070001 | Ladda upp en bild av detta fornminne      |
| Slöta 8:1                           | Hällristning   |              | Slöta, Västergötland |       | 58.103311, 13.644840 | 10203200080001 | Ladda upp en bild av detta fornminne      |
| Slöta 9:1                           | Hällristning   |              | Slöta, Västergötland |       | 58.102122, 13.644297 | 10203200090001 | Ladda upp en bild av detta fornminne      |
| Slöta 10:1                          | Stenkammargrav |              | Slöta, Västergötland |       | 58.113306, 13.608410 | 10203200100001 | Ladda upp en bild av detta fornminne      |
| Slöta 11:1                          | Stenkammargrav |              | Slöta, Västergötland |       | 58.111326, 13.613702 | 10203200110001 | Ladda upp en bild av detta fornminne      |
| Krumpehög (Slöta 12:1)              | Stenkammargrav |              | Slöta, Västergötland |       | 58.124406, 13.621178 | 10203200120001 | Ladda upp en bild av detta fornminne      |
| Krumpehög (Slöta 12:2)              | Hällristning   |              | Slöta, Västergötland |       | 58.124406, 13.621178 | 10203200120002 | Ladda upp en bild av detta fornminne      |
| Krumpehög (Slöta 12:3)              | Hällristning   |              | Slöta, Västergötland |       | 58.124410, 13.621211 | 10203200120003 | Ladda upp en bild av detta fornminne      |
| Slöta 14:1                          | Stenkammargrav |              | Slöta, Västergötland |       | 58.118746, 13.605092 | 10203200140001 | Ladda upp en bild av detta fornminne      |
| Slöta 15:1                          | Gravfält       |              | Slöta, Västergötland |       | 58.120424, 13.605180 | 10203200150001 | Ladda upp en bild av detta fornminne      |
| Bunkahall el Bockahall (Slöta 17:1) | Stenkammargrav |              | Slöta, Västergötland |       | 58.131880, 13.663479 | 10203200170001 | Ladda upp en bild av detta fornminne      |
| Bunkahall el Bockahall (Slöta 17:2) | Hällristning   |              | Slöta, Västergötland |       | 58.131884, 13.663472 | 10203200170002 | Ladda upp en bild av detta fornminne      |
| Slöta 19:1                          | Kyrka/kapell   |              | Slöta, Västergötland |       | 58.129183, 13.612008 | 10203200190001 | Ladda upp en bild av detta fornminne      |
| Slöta 20:1                          | Stensättning   |              | Slöta, Västergötland |       | 58.130675, 13.664034 | 10203200200001 | Ladda upp en bild av detta fornminne      |
| Slöta 22:1                          | Stenkammargrav |              | Slöta, Västergötland |       | 58.085975, 13.627702 | 10203200220001 | Ladda upp en bild av detta fornminne      |
| Slöta 22:2                          | Hällristning   |              | Slöta, Västergötland |       | 58.085975, 13.627702 | 10203200220002 | Ladda upp en bild av detta fornminne      |
| Slöta 23:1                          | Hög            |              | Slöta, Västergötland |       | 58.085522, 13.627342 | 10203200230001 | Ladda upp en bild av detta fornminne      |
| Lockgårdens gånggrift (Slöta 24:1)  | Stenkammargrav |              | Slöta, Västergötland |       | 58.125735, 13.581279 | 10203200240001 | Ladda upp en till bild av detta fornminne |
| Hallarna (Slöta 25:1)               | Stenkammargrav |              | Slöta, Västergötland |       | 58.102015, 13.593029 | 10203200250001 | Ladda upp en bild av detta fornminne      |
| Slöta 26:1                          | Stenkammargrav |              | Slöta, Västergötland |       | 58.117977, 13.562945 | 10203200260001 | Ladda upp en bild av detta fornminne      |
| Slöta 27:1                          | Hällristning   |              | Slöta, Västergötland |       | 58.112486, 13.559583 | 10203200270001 | Ladda upp en bild av detta fornminne      |
| Slöta 27:2                          | Hällristning   |              | Slöta, Västergötland |       | 58.112589, 13.559709 | 10203200270002 | Ladda upp en bild av detta fornminne      |
| Slöta 28:1                          | Kyrka/kapell   |              | Slöta, Västergötland |       | 58.114960, 13.591947 | 10203200280001 | Ladda upp en bild av detta fornminne      |
| Slöta 32:1                          | Röse           |              | Slöta, Västergötland |       | 58.101260, 13.591595 | 10203200320001 | Ladda upp en bild av detta fornminne      |
| Slöta 34:1                          | Stensättning   |              | Slöta, Västergötland |       | 58.094618, 13.594364 | 10203200340001 | Ladda upp en bild av detta fornminne      |
| Slöta 38:1                          | Stenkammargrav |              | Slöta, Västergötland |       | 58.101781, 13.621272 | 10203200380001 | Ladda upp en bild av detta fornminne      |
| Slöta 39:1                          | Stenkammargrav |              | Slöta, Västergötland |       | 58.100851, 13.621917 | 10203200390001 | Ladda upp en bild av detta fornminne      |
| Slöta 40:1                          | Stenkammargrav |              | Slöta, Västergötland |       | 58.095472, 13.622181 | 10203200400001 | Ladda upp en bild av detta fornminne      |
| Slöta 41:1                          | Stensättning   |              | Slöta, Västergötland |       | 58.090382, 13.623447 | 10203200410001 | Ladda upp en bild av detta fornminne      |
| Jättestenen (Slöta 46:1)            | Hällristning   |              | Slöta, Västergötland |       | 58.115460, 13.653299 | 10203200460001 | Ladda upp en bild av detta fornminne      |
| Slöta 51:1                          | Stenkammargrav |              | Slöta, Västergötland |       | 58.130567, 13.661571 | 10203200510001 | Ladda upp en bild av detta fornminne      |
| Slöta 55:1                          | Stensättning   |              | Slöta, Västergötland |       | 58.135503, 13.673504 | 10203200550001 | Ladda upp en bild av detta fornminne      |
| Nätereds Hall (Slöta 57:1)          | Stenkammargrav |              | Slöta, Västergötland |       | 58.126343, 13.685759 | 10203200570001 | Ladda upp en bild av detta fornminne      |
| Oxarör (Slöta 58:1)                 | Stenkammargrav |              | Slöta, Västergötland |       | 58.131025, 13.690399 | 10203200580001 | Ladda upp en bild av detta fornminne      |
| Oxarör (Slöta 58:2)                 | Hällristning   |              | Slöta, Västergötland |       | 58.131029, 13.690390 | 10203200580002 | Ladda upp en bild av detta fornminne      |
| Slöta 68:1                          | Stensättning   |              | Slöta, Västergötland |       | 58.137158, 13.676819 | 10203200680001 | Ladda upp en bild av detta fornminne      |
| Slöta 76:1                          | Hällristning   |              | Slöta, Västergötland |       | 58.116576, 13.672356 | 10203200760001 | Ladda upp en bild av detta fornminne      |
| Slöta 81:1                          | Hällristning   |              | Slöta, Västergötland |       | 58.101619, 13.648472 | 10203200810001 | Ladda upp en bild av detta fornminne      |
| Slöta 81:2                          | Hällristning   |              | Slöta, Västergötland |       | 58.101698, 13.647878 | 10203200810002 | Ladda upp en bild av detta fornminne      |
| Slöta 88:1                          | Hällristning   |              | Slöta, Västergötland |       | 58.099836, 13.663309 | 10203200880001 | Ladda upp en bild av detta fornminne      |
| Slöta 89:1                          | Hällristning   |              | Slöta, Västergötland |       | 58.102571, 13.661855 | 10203200890001 | Ladda upp en bild av detta fornminne      |
| Slöta 90:1                          | Hällristning   |              | Slöta, Västergötland |       | 58.108720, 13.658851 | 10203200900001 | Ladda upp en bild av detta fornminne      |
| Slöta 100:1                         | Hällristning   |              | Slöta, Västergötland |       | 58.112975, 13.681168 | 10203201000001 | Ladda upp en bild av detta fornminne      |
| Slöta 126:1                         | Stensättning   |              | Slöta, Västergötland |       | 58.117575, 13.685284 | 10203201260001 | Ladda upp en bild av detta fornminne      |